# FK Rudar Pljevlja
FK Rudar Pljevlja este o echipă de fotbal din Pljevlja, Muntenegru.

## Trofee
- Prima Ligă Muntenegreană (1): 2009-10

## Lotul actual de jucători (2009-2010)
| Nr. |            | Poziție | Jucător          |
| --- | ---------- | ------- | ---------------- |
|     | Muntenegru | P       | Milan Mijatović  |
|     | Muntenegru | P       | Milos Radanovic  |
|     | Muntenegru | P       | Novica Gačević   |
|     | Muntenegru | F       | Fadil Bašić      |
|     | Muntenegru | F       | Zoran Vuković    |
|     | Muntenegru | F       | Mijuško Bojović  |
|     | Muntenegru | F       | Damir Haverić    |
|     | Muntenegru | F       | Stevan Reljić    |
|     | Muntenegru | F       | Vladan Adžić     |
|     | Muntenegru | F       | Danilo Tomić     |
|     | Muntenegru | F       | Mihailo Aleksić  |
|     | Muntenegru | F       | Ivan Čarapić     |
|     | Muntenegru | M       | Dušan Nestorović |

| Nr. |            | Poziție | Jucător            |
| --- | ---------- | ------- | ------------------ |
|     | Muntenegru | M       | Nikola Sekulić     |
|     | Muntenegru | M       | Radosav Bulic      |
|     | Muntenegru | M       | Nedeljko Vlahović  |
|     | Muntenegru | M       | Blažo Igumanović   |
|     | Muntenegru | M       | Bojan Ivanović     |
|     | Muntenegru | M       | Predrag Brnovic    |
|     | Muntenegru | M       | Miloš Vraneš       |
|     | Muntenegru | M       | Miodrag Zec        |
|     | Muntenegru | A       | Igor Lambulic      |
|     | Muntenegru | A       | Aleksandar Minić   |
|     | Muntenegru | A       | Miroje Jovanovic   |
|     | Serbia     | A       | Predrag Ranđelović |